# 馬歇伊·茹拉夫斯基

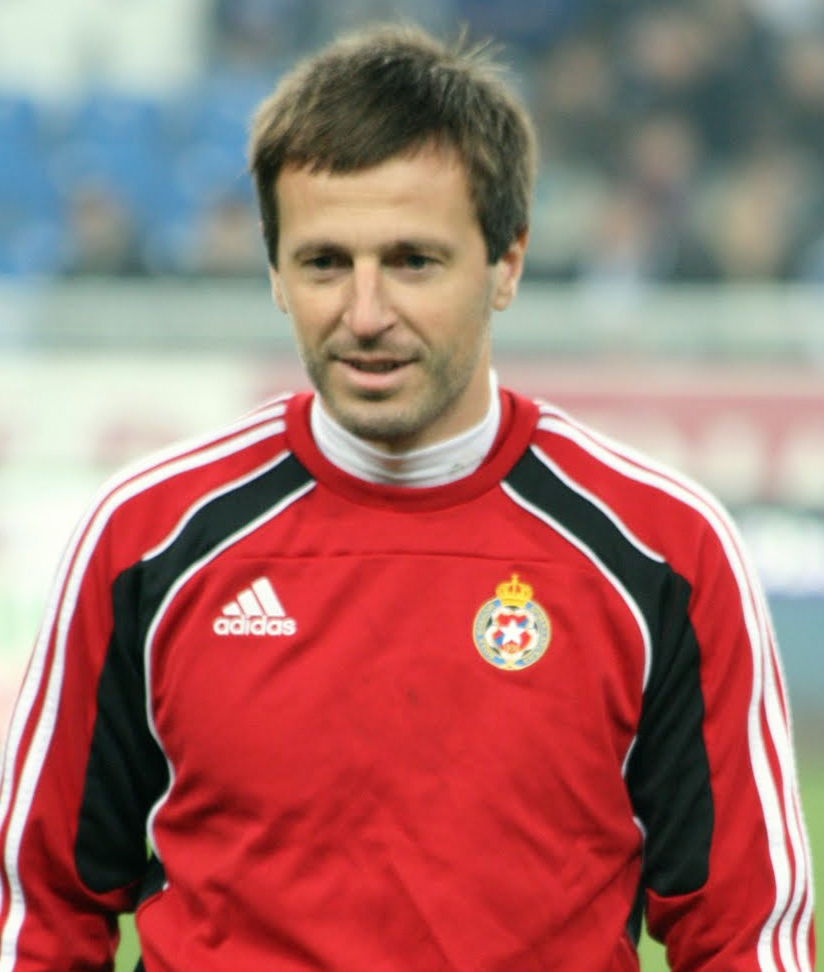
馬歇伊·茹拉夫斯基 (Maciej Żurawski)

馬歇伊·斯塔尼斯拉夫·茹拉夫斯基（波蘭語：Maciej Stanisław Żurawski；1976年9月12日—）是一位已退役的波蘭足球運動員。在場上的位置是前鋒。他效力過的最後一家球隊是維斯瓦克拉科夫足球俱樂部。他也是波蘭國家足球隊的一員，代表波蘭出場72次，攻入了17個進球。他在波蘭足球甲級聯賽攻入了121個進球，是波甲進球第11多的球員，並且兩次獲得波甲射手王。他也曾在蘇格蘭、希臘和塞浦路斯踢球。